# Lara Raj
Lara Rajagopalan (Los Ángeles, California, 3 de noviembre de 2005), más conocida como Lara Raj o simplemente Lara, es una cantante estadounidense de ascendencia india y srilanquesa, conocida por ser miembro del grupo femenino estadounidense Katseye.
Participó como concursante en el programa de telerrealidad The Debut: Dream Academy y quedó en segundo lugar en la final, convirtiéndose así en miembro del grupo femenino Katseye.
Su nombre de fandom individual se llama "Rajberries".

## Biografía
Raj nació en Los Ángeles, California. Ella proviene de una familia tamil – su madre es india, y su padre es srilanqués.
Desde muy joven recibió clases de actuación, canto y baile, entre ellas en el grupo Septien Entertainment en Texas. Allí actuó en lugares como el House of Blues y el Hard Rock Cafe.

## Carrera
El 20 de agosto de 2023, Lara fue presentada como concursante de The Debut: Dream Academy.
El 18 de noviembre, se anunció que Lara sería parte del grupo Katseye, tras terminar en segundo lugar en la final del programa de supervivencia. Se convirtió en la primera artista de ascendencia india y srilanquesa en firmar con Hybe.

### The Debut: Dream Academy
Lara participó en el programa de supervivencia de Hybe y Geffen Records, que comenzó el 1 de septiembre de 2023 y finalizó el 17 de noviembre de 2023, tras lo cual debutó como miembro de Katseye.
Durante la Misión 1 (1-15 de septiembre de 2023), estuvo en Vocal Team B, actuando junto a Celeste Díaz (Argentina), Nayoung Lee (Corea del Sur), Samara Siqueira (Brasil) y Sophia (Filipinas). Obtuvo inmunidad de eliminaciones, al quedar en 6.º lugar en la votación parcial y en 5.º en la final de la Misión 1.
Durante la Misión 2 (28 de septiembre - 8 de octubre de 2023), estuvo en ANTIFRAGILE Team A, actuando junto a Emily Kelavos (EE. UU.), Sophia y Yoonchae (Corea del Sur). Como el Equipo A venció al Equipo B, obtuvo inmunidad de eliminaciones, con el 6.º lugar en votos individuales.
Durante la Misión 3 (28 de octubre - 5 de noviembre de 2023), estuvo en el equipo Confident, actuando junto a Marquise Auramornrat (Tailandia), Megan (EE. UU.) y Yoonchae. Quedó en 2.º lugar en la votación de seguidores, obteniendo inmunidad y un lugar garantizado en la Final en Vivo. Lara obtuvo inmunidad en las tres misiones, siendo una de las dos miembros de Katseye en hacerlo (la otra fue Sophia).
Durante la Final en Vivo (17 de noviembre de 2023), estuvo en el equipo Dirty Water, junto a Ezrela Abraham (Australia), Manon (Suiza), Samara Siqueira (Brasil) y Sophia. Su puntaje final fue de 82.67, lo que la llevó a debutar.

## Vida personal

### Familia
La hermana mayor de Lara es Rhea Raj, quien también trabaja en la industria del entretenimiento como cantautora y actriz. Ella puede hablar inglés y tamil.

### Educación
Lara estudió en la escuela secundaria LaGuardia en Nueva York, una escuela especializada en artes visuales y escénicas.

### Sexualidad
El 24 de marzo de 2025, Lara se declaró queer en los mensajes directos de Weverse. Ella explicó que era «medio pastel de frutas» y describió en un intercambio abierto sus pensamientos sobre el tema de su sexualidad durante el programa de casting.

## Discografía
Con KATSEYE
- 2024: Debut (Single)[19]
- 2024: Touch (Single)
- 2024: SIS (Soft Is Strong) (EP)
- 2025: Gnarly (Single)
- 2025: Gabriela (Single)
- 2025: Beautiful Chaos (EP)

## Filmografía

### Programas de supervivencia
- The Debut: Dream Academy (2023) - Concursante

### Documentales
- Pop Star Academy: Katseye (2024) - Ella misma